# Даниловка (Мурашинский район)
Даниловка — деревня в составе Мурашинского района Кировской области.

## География
Находится на расстоянии примерно 6 километров по прямой на восток от районного центра города Мураши.

## История
Известна с 1802 года, когда в ней было учтено 5 дворов и 18 душ мужского пола. В 1873 году учтено было дворов 16 и жителей 127, в 1905 26 и 167, в 1926 42 и 184, в 1950 39 и 135 соответственно, в 1989 249 жителей. До 2021 года входила в Мурашинское сельское поселение Мурашинского района, ныне непосредственно в составе Мурашинского района.

## Население
| 2010 |
| ---- |
| 254  |

Постоянное население составляло 241 человек (русские 93 %) в 2002 году.